# Vízilabda az 1928. évi nyári olimpiai játékokon
Az 1928. évi nyári olimpiai játékokon a vízilabdatornát augusztus 4. és 11. között rendezték.

## Éremtáblázat
(Magyarország eltérő háttérszínnel, az egyes számoszlopok legmagasabb értéke, vagy értékei vastagítással kiemelve.)
| Az 1928. évi nyári olimpiai játékok éremtáblázata vízilabdában | Az 1928. évi nyári olimpiai játékok éremtáblázata vízilabdában | Az 1928. évi nyári olimpiai játékok éremtáblázata vízilabdában | Az 1928. évi nyári olimpiai játékok éremtáblázata vízilabdában | Az 1928. évi nyári olimpiai játékok éremtáblázata vízilabdában | Olimpia  |
| -------------------------------------------------------------- | -------------------------------------------------------------- | -------------------------------------------------------------- | -------------------------------------------------------------- | -------------------------------------------------------------- | -------- |
|                                                                | Ország                                                         | Arany                                                          | Ezüst                                                          | Bronz                                                          | Összesen |
| 1.                                                             | Németország (GER)                                              | 1                                                              | 0                                                              | 0                                                              | 1        |
|                                                                |                                                                |                                                                |                                                                |                                                                |          |
| 2.                                                             | Magyarország (HUN)                                             | 0                                                              | 1                                                              | 0                                                              | 1        |
|                                                                |                                                                |                                                                |                                                                |                                                                |          |
| 3.                                                             | Franciaország (FRA)                                            | 0                                                              | 0                                                              | 1                                                              | 1        |
|                                                                |                                                                |                                                                |                                                                |                                                                |          |
| Összesen                                                       | Összesen                                                       | 1                                                              | 1                                                              | 1                                                              | 3        |

## Érmesek
| Az 1928. évi nyári olimpiai játékok érmesei vízilabdában                                                   | Az 1928. évi nyári olimpiai játékok érmesei vízilabdában                                            | Az 1928. évi nyári olimpiai játékok érmesei vízilabdában                                                                                    | Az 1928. évi nyári olimpiai játékok érmesei vízilabdában |
| Arany | Ezüst                                                                                               | Bronz |                                                          |
| Németország (GER)                                                                                          | Magyarország (HUN)                                                                                  | Franciaország (FRA) |                                                          |
| --- | --------------------------------------------------------------------------------------------------- | --- | -------------------------------------------------------- |
| Max Amann Karl Bähre Emil Benecke Johann Blank Otto Cordes Fritz Gunst Erich Rademacher Joachim Rademacher | Barta István Halassy Olivér Homonnai Márton Ivády Sándor Keserű Alajos Keserű Ferenc Vértesy József | Emile Bulteel Henri Cuvelier Paul Dujardin Jules Keignaert Henri Padou Ernest Rogez Albert Thévenon Achille Tribouillet Albert Vandeplancke |                                                          |

## Eredmények

### Nyolcaddöntők
Az Egyesült Államok és Németország kiemeltként csak a negyeddöntőben kapcsolódott a tornához.
|         | Belgium (BEL) | 11 – 1 | Írország (IRL) |  |
| (6 – 0) |               |        |                |  |
|         |               |        |                |  |

|         | Nagy-Britannia (GBR) | 4 – 2 | Csehszlovákia (TCH) |  |
| (1 – 0) |                      |       |                     |  |
|         |                      |       |                     |  |

|         | Hollandia (NED) | 11 – 1 | Svájc (SUI) |  |
| (3 – 0) |                 |        |             |  |
|         |                 |        |             |  |

|         | Málta (MLT) | 3 – 1 | Luxemburg (LUX) |  |
| (1 – 1) |             |       |                 |  |
|         |             |       |                 |  |

|         | Franciaország (FRA) | 4 – 0 | Spanyolország (ESP) |  |
| (2 – 0) |                     |       |                     |  |
|         |                     |       |                     |  |

|         | Magyarország (HUN) | 14 – 0 | Argentína (ARG) |  |
| (9 – 0) |                    |        |                 |  |
|         |                    |        |                 |  |

### Negyeddöntők
|                | Németország (GER) | 5 – 3 (h. u.) | Belgium (BEL) |  |
| (0 – 2, 3 – 3) |                   |               |               |  |
|                |                   |               |               |  |

|                | Nagy-Britannia (GBR) | 5 – 3 (h. u.) | Hollandia (NED) |  |
| (2 – 2, 3 – 3) |                      |               |                 |  |
|                |                      |               |                 |  |

|         | Franciaország (FRA) | 16 – 0 | Málta (MLT) |  |
| (8 – 0) |                     |        |             |  |
|         |                     |        |             |  |

|         | Magyarország (HUN) | 5 – 0 | Egyesült Államok (USA) |  |
| (2 – 0) |                    |       |                        |  |
|         |                    |       |                        |  |

### Elődöntők
|         | Németország (GER) | 8 – 5 | Nagy-Britannia (GBR) |  |
| (5 – 1) |                   |       |                      |  |
|         |                   |       |                      |  |

|         | Magyarország (HUN) | 5 – 3 | Franciaország (FRA) |  |
| (1 – 1) |                    |       |                     |  |
|         |                    |       |                     |  |

### Döntő
|                | Németország (GER) | 5 – 2 (h. u.) | Magyarország (HUN) |  |
| (0 – 2, 2 – 2) |                   |               |                    |  |
|                |                   |               |                    |  |

| Az 1928. évi nyári olimpiai játékok férfi vízilabdatornájának olimpiai bajnoka |
| · NÉMETORSZÁG · 1. cím                                                         |
| ------------------------------------------------------------------------------ |

### A 3. helyért
|         | Franciaország (FRA) | 8 – 1 | Nagy-Britannia (GBR) |  |
| (4 – 1) |                     |       |                      |  |
|         |                     |       |                      |  |

|         | Franciaország (FRA) | 2 – 1 | Egyesült Államok (USA) |  |
| (1 – 1) |                     |       |                        |  |
|         |                     |       |                        |  |

|         | Franciaország (FRA) | 8 – 0 | Argentína (ARG) |  |
| (4 – 0) |                     |       |                 |  |
|         |                     |       |                 |  |

## Végeredmény
| Helyezés | Csapat                 | M | Gy | D | V | G+ | G– | Gk  | P  |
| -------- | ---------------------- | - | -- | - | - | -- | -- | --- | -- |
| Arany    | Németország (GER)      | 3 | 3  | 0 | 0 | 18 | 10 | +8  | 6  |
| Ezüst    | Magyarország (HUN)     | 4 | 3  | 0 | 1 | 26 | 8  | +18 | 6  |
| Bronz    | Franciaország (FRA)    | 6 | 5  | 0 | 1 | 41 | 7  | +34 | 10 |
| 4.       | Nagy-Britannia (GBR)   | 4 | 2  | 0 | 2 | 15 | 21 | –6  | 4  |
|          |                        |   |    |   |   |    |    |     |    |
| 5.       | Belgium (BEL)          | 2 | 1  | 0 | 1 | 14 | 6  | +8  | 2  |
|          | Hollandia (NED)        | 2 | 1  | 0 | 1 | 14 | 6  | +8  | 2  |
| 7.       | Málta (MLT)            | 2 | 1  | 0 | 1 | 3  | 17 | –14 | 2  |
| 8.       | Egyesült Államok (USA) | 2 | 0  | 0 | 2 | 1  | 7  | –6  | 0  |
|          |                        |   |    |   |   |    |    |     |    |
| 9.       | Csehszlovákia (TCH)    | 1 | 0  | 0 | 1 | 2  | 4  | –2  | 0  |
| 10.      | Luxemburg (LUX)        | 1 | 0  | 0 | 1 | 1  | 3  | –2  | 0  |
| 11.      | Spanyolország (ESP)    | 1 | 0  | 0 | 1 | 0  | 4  | –4  | 0  |
| 12.      | Írország (IRL)         | 1 | 0  | 0 | 1 | 1  | 11 | –10 | 0  |
|          | Svájc (SUI)            | 1 | 0  | 0 | 1 | 1  | 11 | –10 | 0  |
| 14.      | Argentína (ARG)        | 2 | 0  | 0 | 2 | 0  | 22 | –22 | 0  |